# 小島憲
小島 憲（こじま けん、1893年2月17日 - 1987年5月20日）は、日本の政治学者。経済学博士（1948年）。元明治大学学長。元社会政策学会代表幹事。

## 来歴
- 1893年（明治26年） - 兵庫県生まれ[1]。
- 1917年（大正06年） - 明治大学政治経済科卒業。
- 1918年（大正07年） - 内務省に務める。
- 1922年（大正11年） - 応用社会学研究のため、イギリス、ドイツへ留学。
- 1925年（大正14年） - 明治大学法学部教授　間もなく政治経済学部（新設）に移籍。
- 1948年（昭和23年） - 経済学博士（学位論文『王道の経済観と社会施設並に之れに関する若干の研究』）[2]。
- 1949年（昭和24年） - 社団法人地方自治問題研究所長（1952年まで）[1]。
- 1950年（昭和25年） - 全国選挙管理委員会委員[1]。
- 1953年（昭和28年） - 明治大学学長。
- 1960年（昭和35年） - 社会政策学会代表幹事[3]。
- 1963年（昭和38年） - 明治大学定年退職。
- 1964年（昭和39年） - 明治大学名誉教授。

全国町村議長会顧問、選挙制度審議会副会長、東京都明るく正しい選挙推進協議会会長、明るく正しい選挙推進全国協議会会長などを歴任した。